# بیل اروین (بازیگر، زاده ۱۹۱۴)
ویلیام لیندزی اروین (انگلیسی: William Lindsey Erwin؛ ۲ دسامبر ۱۹۱۴ – ۲۹ دسامبر ۲۰۱۰) هنرپیشه سینما، تئاتر، و تلویزیون و کاریکاتوریست اهل ایالات متحده آمریکا بود. وی بین سال‌های ۱۹۴۱ تا ۲۰۱۰ میلادی در بیش از ۲۵۰ عنوان فیلم تلویزیونی و سینمایی حضور داشت. مشهورترین نقش‌آفرینی او، در فیلم جایی در زمان (۱۹۸۰) است.

## گزیده فیلم‌شناسی
- جایی در زمان (۱۹۸۰)
- او یک بچه دارد (۱۹۸۸)
- سرزمین قبل از تاریخ (۱۹۸۸)
- دنیس شیطونه (۱۹۹۳)
- نیروهای طبیعت (۱۹۹۹)
- زیر درخت یوم یوم (۱۹۶۳)
- سلاح عریان ۳ (۱۹۹۴)
- کارهایی که بعد از مرگت (۱۹۹۶)
- رئیس هیئت مدیره (۱۹۹۸)